# Eutreptia lanowii
Eutreptia lanowii is een soort in de taxonomische indeling van de Euglenozoa. Deze micro-organismen zijn eencellig en meestal rond de 15-40 mm groot. Het organisme komt uit het geslacht Eutreptia en behoort tot de familie Eutreptiaceae. Eutreptia lanowii werd in 1904 ontdekt door Steuer.